# توبي مول (لاعب اتحاد الرغبي)
توبي مول (بالإنجليزية: Toby Moll)‏ هو لاعب اتحاد الرغبي جنوب أفريقي، ولد في 20 يوليو 1890 في كيب تاون في جنوب أفريقيا، وتوفي في 14 يوليو 1916 في Bazentin ‏ في فرنسا.